# Morte e Vida Severina (filme)
Morte e Vida Severina é um filme brasileiro de 1977 dirigido e escrito por Zelito Viana. A obra é baseada no livro homônimo de João Cabral de Melo Neto.

## Elenco
- Tânia Alves como Cigana
- José Dumont
- Stênio Garcia
- Luís Mendonça
- Elba Ramalho
- Joffre Soares como José, Mestre Carapina

## Trilha sonora
O filme apresenta músicas compostas por João Cabral de Melo Neto, Airton Barbosa e Chico Buarque de Holanda.
| N.º | Título                                   | Compositor(es)                                           | Duração |  |
| 1.  | "De Sua Formosura"                       | João Cabral de Melo Neto e Airton Barbosa                |         |  |
| 2.  | "Severino/O Rio/Notícias do Alto Sertão" | João Cabral de Melo Neto e Airton Barbosa                |         |  |
| 3.  | "Mulher na Janela"                       | João Cabral de Melo Neto, Airton Barbosa e Chico Buarque |         |  |
| 4.  | "Homens de Pedra"                        | João Cabral de Melo Neto e Airton Barbosa                |         |  |
| 5.  | "Todo o Céu e a Terra"                   | João Cabral de Melo Neto e Airton Barbosa                |         |  |
| 6.  | "Encontro com o Canavial"                | João Cabral de Melo Neto e Airton Barbosa                |         |  |
| 7.  | "Funeral de um Lavrador"                 | Chico Buarque e João Cabral de Melo Neto                 |         |  |
| 8.  | "Chegada ao Recife"                      | João Cabral de Melo Neto e Airton Barbosa                |         |  |
| 9.  | "As Ciganas"                             | João Cabral de Melo Neto e Airton Barbosa                |         |  |
| 10. | "Despedida do Agreste"                   | João Cabral de Melo Neto e Airton Barbosa                |         |  |
| 11. | "O Outro Recife"                         | João Cabral de Melo Neto e Airton Barbosa                |         |  |
| 12. | "Fala do Mestre Carpina"                 | João Cabral de Melo Neto e Airton Barbosa                |         |  |

## Lançamento
O filme foi lançado em 29 de julho de 1977 em Brasília.

## Prêmios
| Ano  | Prêmio                                     | Categoria          | Indicado              | Resultado |
| ---- | ------------------------------------------ | ------------------ | --------------------- | --------- |
| 1977 | Confederação Nacional dos Bispos do Brasil | Margarida de Prata | Morte e Vida Severina | Venceu    |
| 1977 | Festival de Brasília                       | Melhor montagem    | Gilberto Santeiro     | Venceu    |